# Milan-San Remo 1941
La 34e édition de la course cycliste, Milan-San Remo a eu lieu le 19 mars 1941 et a été remportée en solitaire par l'Italien Pierino Favalli. 

## Classement final
|    | Cycliste           | Équipe    | Temps           |
| -- | ------------------ | --------- | --------------- |
| 1  | Pierino Favalli    | Legnano   | 7 h 46 min 25 s |
| 2  | Mario Ricci        | Legnano   | + 1 min 39 s    |
| 3  | Pietro Chiappini   | Olympia   | + 5 min 37 s    |
| 4  | Fiorenzo Magni     | Bianchi   | + 5 min 37 s    |
| 5  | Mario de Benedetti | Legnano   | + 5 min 37 s    |
| 6  | Giordano Cottur    | Viscontea | + 5 min 37 s    |
| 7  | Domenico Pedevilla | Olmo      | + 5 min 37 s    |
| 8  | Giuseppe Magni     | Vismara   | + 8 min 25 s    |
| 9  | Enrico Mollo       | Olympia   | + 8 min 29 s    |
| 10 | Fausto Coppi       | Legnano   | + 11 min 07 s   |